# Llau del Racó del Pou
La llau del Racó del Pou és una llau del terme municipal de Conca de Dalt, al Pallars Jussà, als antics termes de Claverol, en el seu enclavament dels Masos de Baiarri, on neix, i d'Hortoneda de la Conca.
Es forma a l'Obaga de l'Alou, al vessant nord-oest del Cap de l'Alt de Baiarri, des d'on davalla cap al sud-oest. Travessa les Roques d'Eroles al Racó del Pou. En aquest lloc gira cap a ponent i, gradualment, es va decantant cap al nord-oest. Al cap de poc es troba amb la llau de Catxí oer tal de formar el barranc d'Eroles.